# جون هنري ويلينغتون
جون هنري ويلينغتون هو سياسي كندي، ولد في 3 فبراير 1861، وتوفي في 24 مارس 1937. انتخب عضو المجلس التشريعي من ساسكاتشوان.